# Стизоїд тризубий
Стизоїд тризубий (Stizoides tridentatus) — вид комах з родини Crabronidae.

## Морфологічні ознаки
Тіло на більшій частині чорне, черевце з жовтою перев'язкою. Крила сильно затемнені з прозорим вершинним краєм. Довжина тіла — 12-22 мм.режим збереження популяцій та заходи з охорони Треба докладніше вивчити особливості біології виду, виявити і взяти під охорону місця його перебування.

## Поширення
Охоплює Південну Європу, південно-західну і Середню Азію, Казахстан та Монголію.
В Україні зустрічається в Одеській, Донецькій областях та в Криму.

## Особливості біології
Біотопи перебування: ксерофітні ділянки в долинах річок та схили ярів і балок. Літ імаго триває з травня до кінця серпня. Дає 1 генерацію на рік. Імаго живляться нектаром квіток, в першу чергу зонтичних. Паразитує у гніздах ос з роду Sphex.